# Jean Cavat
Jean-Frédéric Cavat, plus connu sous sa version simplifiée Jean Cavat, né le 16 mai 1847 à Croy et mort le 4 décembre 1911 dans la même commune, est une personnalité politique suisse, membre de la Gauche Libérale, puis du Parti radical-démocratique dès sa création en 1894. Il est député du canton de Vaud au Conseil national de 1885 à 1911.

## Biographie
Jean Cavat naît le 16 mai 1847 à Croy, dans le canton de Vaud. Protestant, originaire de Croy, il est le fils d'Henri Cavat, agriculteur, et de Charlotte Marie Favre. Il épouse Jenny Cavat. Ensemble, ils auront quatre enfants : Henri-Louis (1871-1904), Rose (1876-?), Henri (1880-?) et Georges (1881-?). Il est le grand-père de Gabriel Despland, conseiller national.
Après des études à Morges et à Berthoud, Jean Cavat se retrouve à la tête d'une grande exploitation rurale modèle. Il se passionne pour l'amélioration du bétail. Il est en outre juge au tribunal de district d'Orbe de 1876 à 1881, substitut du préfet (jusqu'en 1911), délégué au synode, membre du conseil général de la Banque cantonale vaudoise entre 1904 et 1910 et major d'infanterie dans l'armée suisse.

### Carrière politique
Il est syndic de Croy de 1874 à 1911. Représentant la Gauche Libérale (aile gauche du parti libéral), puis le Parti radical démocratique dès sa création en 1894, Jean Cavat est député au Grand Conseil vaudois de 1881 à sa mort en 1911 et conseiller national de 1885 à sa mort,.